# 卡斯帕斯·維瓦加斯
卡斯帕斯·維瓦加斯（1993年8月3日—），拉脫維亞籃球運動員，現在效力於立陶宛籃球聯賽球隊扎尔吉里斯。他也代表拉脫維亞國家籃球隊參賽。